# Puchar Narodów Palestyny
Puchar Narodów Palestyny (arab. كأس فلسطين للأمم) – rozgrywki piłkarskie w krajach arabskich organizowane co rok przez UAFA (ang. UAFA - Union of Arab Football Associations, fr. UAFA - Union des Associations de Football Arabe) dla zrzeszonych reprezentacji krajowych w latach 1973-1975.

## Historia
Zapoczątkowany został w 1973 roku przez UAFA jako Puchar Narodów Palestyny i zastąpił Puchar Narodów Arabskich, który miał dłuższą przerwę pomiędzy 1966 a 1985. W turnieju uczestniczyły reprezentacje Algierii, Egiptu, Iraku, Jemenu Południowego, Kataru, Kuwejtu, Libii, Palestyny i Syrii. Rozgrywki zostały rozegrane na stadionach Iraku. 9 drużyn najpierw podzielono na dwie grupy, a potem czwórka najlepszych systemem pucharowym wyłoniła mistrza. Pierwszy turniej wygrała reprezentacja Egiptu.
W 1977 zaplanowana została IV edycja turnieju, jednak rozgrywki zostały anulowane.

## Finały
| 1973 Szczegóły | Irak             | Egipt     | 3:1         | Irak      | Algieria | 3:1             | Syria | 9  |
| 1974 Szczegóły | Libia            | Tunezja   | 4:0         | Syria     | Algieria | 0:0 (3:0) karne | Irak  | 10 |
| 1975 Szczegóły | Tunezja          | Egipt     | 1:0 (dogr.) | Irak      | Sudan    | 1:0             | Syria | 8  |
| 1977 Szczegóły | Arabia Saudyjska | Anulowane | Anulowane   | Anulowane |          |                 |       |    |

## Statystyki
| Lp. | Drużyna | Mistrz | Wicemistrz | Lata triumfów |
| --- | ------- | ------ | ---------- | ------------- |
| 1.  | Egipt   | 2      | 0          | 1972, 1975    |
| 2.  | Tunezja | 1      | 0          | 1973          |
| 3.  | Irak    | 0      | 2          |               |
| 4.  | Syria   | 0      | 1          |               |